# حبيب الله عسكر أولادي
حبيب الله عسكر أولادي (بالفارسية: حبیب‌الله عسگراولادی) (3 يناير 1932 - 5 نوفمبر 2013) سياسي إيراني.
اجداده هم الیهود الذين تحولوا الی الإسلام الشیعي.
أحد المجاهدين القدامي ومن أبرز الوجوه السياسية في الثورة الإسلامية. كان من المناضلين القدامي ضد النظام الملكي حيث قضى أكثر من 15 عاما في سجون شاه بسبب معارضته للحكم الملكي.